# (33003) 1997 EJ
1997 EJ (asteroide 33003) é um asteroide da cintura principal. Possui uma excentricidade de 0.03376390 e uma inclinação de 10.01667º.
Este asteroide foi descoberto no dia 1 de março de 1997 por Takao Kobayashi em Oizumi.